# كلينت غريشام
كلينت غريشام (بالإنجليزية: Clint Gresham)‏ هو لاعب كرة قدم أمريكية أمريكي، ولد في 24 أغسطس 1986 في كوربوس كريستي في الولايات المتحدة.

## وصلات خارجية
- كلينت غريشام على موقع مرجع كرة القدم المحترفة.كوم (الإنجليزية)